# Újezd (Domažlicei járás)
Újezd település Csehországban, a Domažlicei járásban. Újezd Domažlice, Babylon, Trhanov, Pec, Luženičky, Chodov és Draženov településekkel határos. Lakosainak száma 431 fő (2024. január 1.).

## Népesség
A település lakosságának változását az alábbi diagram mutatja:
| Lakosok száma | 648  | 808  | 825  | 541  | 378  | 343  | 414  | 430  | 422  | 431  |
|               | 1869 | 1890 | 1921 | 1950 | 1980 | 2001 | 2017 | 2019 | 2022 | 2024 |